# نيكولاي يوردانوف
نيكولاي يوردانوف هو راكب الكنو بلغاري، ولد في 18 أكتوبر 1969 في فيدين في بلغاريا.

## وصلات خارجية
- نيكولاي يوردانوف على موقع أوليمبيديا (الإنجليزية)